# Aeroport de Bilbao
L'Aeroport de Bilbao (codi IATA: BIO, codi OACI: LEBB) és a 5 quilòmetres de la ciutat de Bilbao. L'antiga terminal i gran part dels serveis aeroportuaris es troben al municipi de Sondika, però la nova terminal, dissenyada per Santiago Calatrava i inaugurada en 2000, és al de Loiu. Cada any l'utilitzen prop de 4 milions de persones,

## Arquitectura
L'aeroport actual va ser concebut per l'arquitecte valencià Santiago Calatrava. Des de l'exterior el disseny s'assembla a una au que comença a volar, de la qual cosa prové el nom popular de La Paloma.
La terminal compta amb un total de 6 "fingers".

## Infraestructures
- 2 pistes d'aterratge
  - Pista 12-30: 2.600 m de longitud
  - Pista 10-28: 2.200 m de longitud
- 10 plataformes per a aeronaus

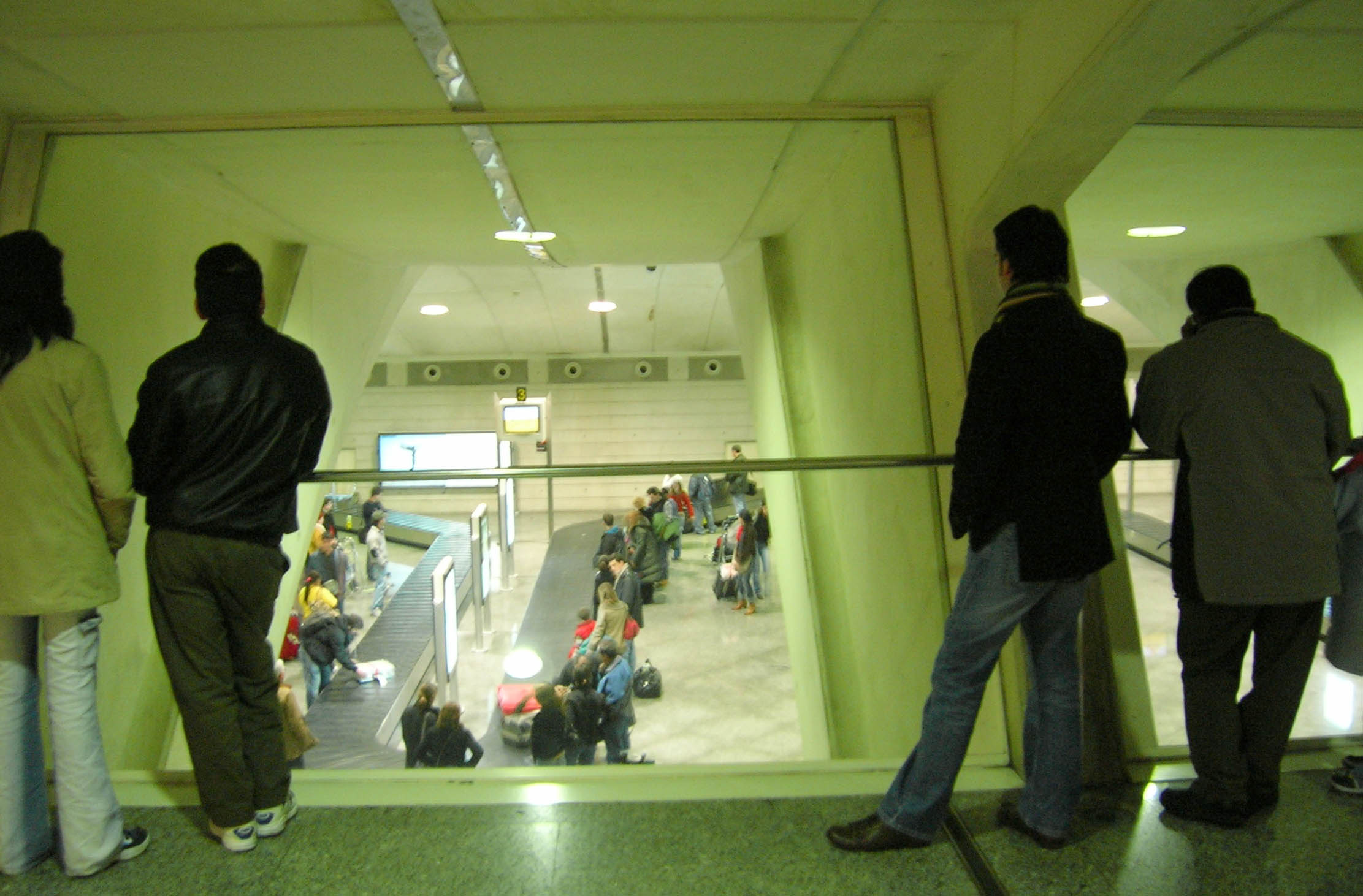
Terminal de passatgers.

- 1 terminal de passatgers (La Paloma)
- 1 terminal de càrrega (l'antiga terminal)
- 2 aparcaments
  - 1 general: 3000 places
  - 1 exprés (< 30 minuts): 37 places

## Codis internacionals
- Codi IATA: BIO
- Codi OACI: LEBB

## Aeroclub
Actualment l'Aeroport de Bilbao és la seu del Real Aeroclub de Bizkaia.